# Unadon

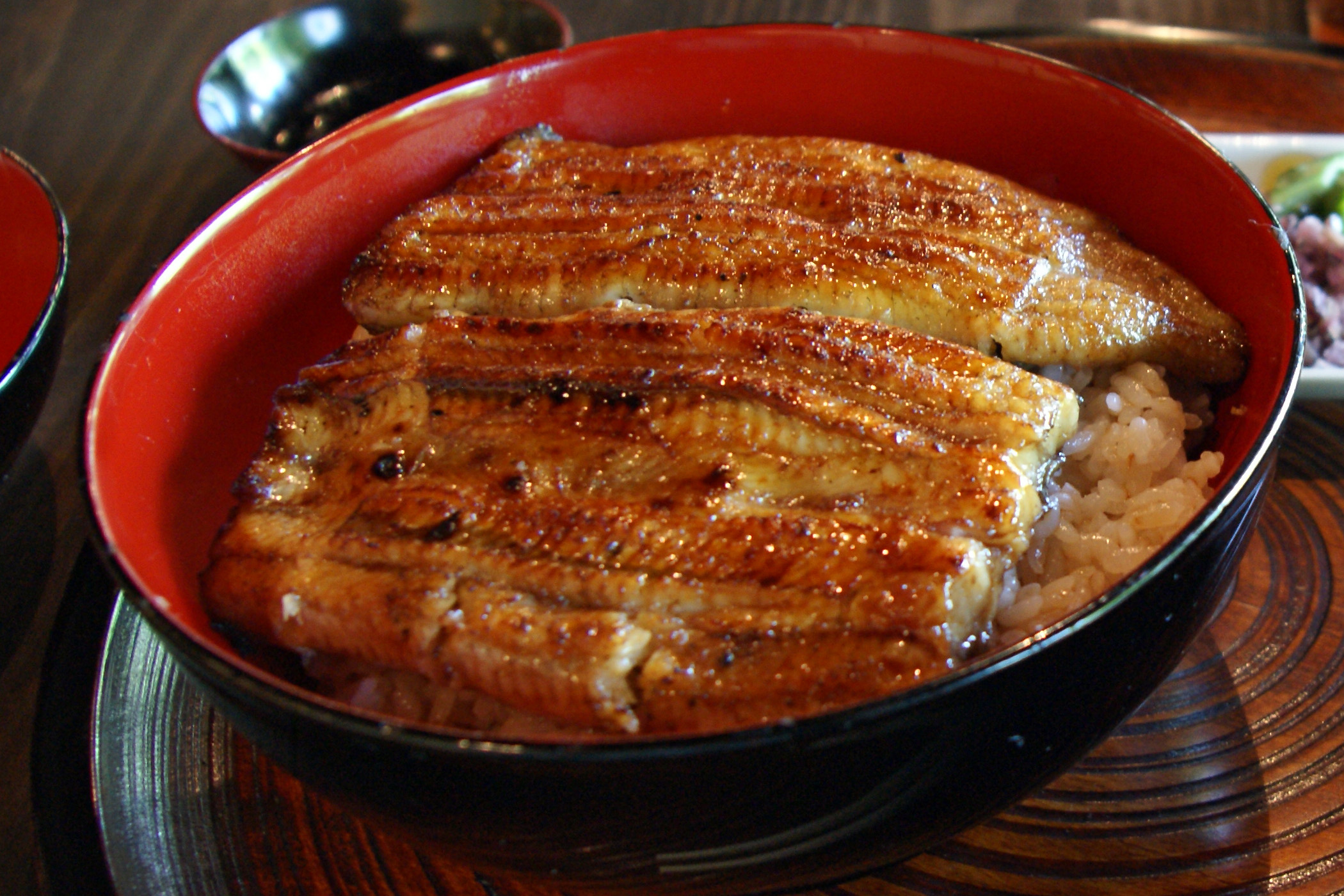
Unadon.

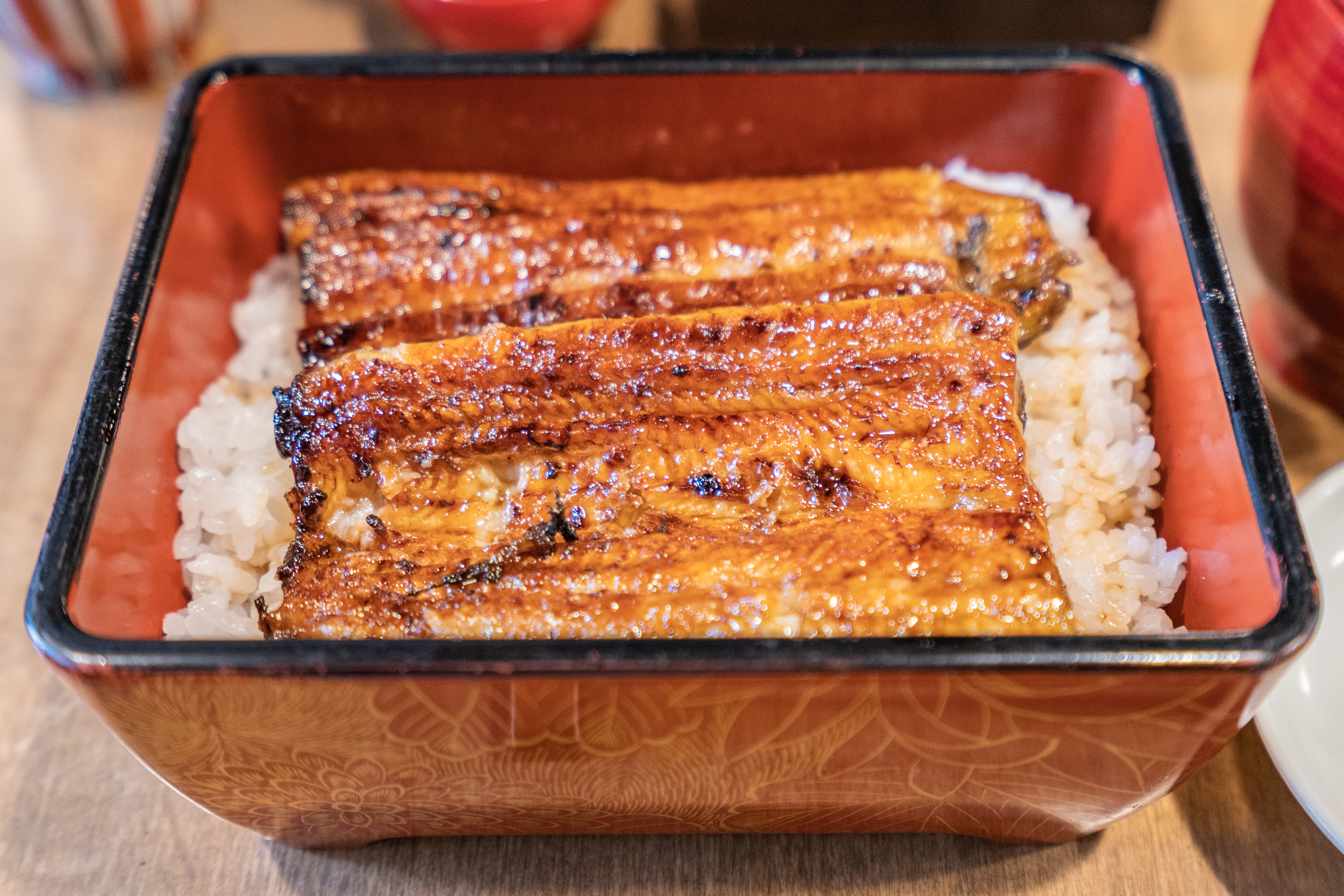
Unajū.

El unadon (鰻丼,?  literalmente ‘bol de anguila’, escrito menos frecuentemente unagidon) es un popular donburi (cuenco de arroz) elaborado con unagi kabayaki, anguila a la parrilla con salsa dulce.
Las variantes incluyen unajū (鰻重?), un plato muy parecido servido en una caja negra en lugar de un cuenco donburi; nagayaki (長焼き?), sirviendo la anguila y el arroz separados; y hitsumabushi (櫃まぶし?).
Hay dos estilos de anguila asada. El primero es de la región de Kantō (関東式), en el que primero se asa la anguila, se cubre con salsa y se pasa por la parrilla. El otro es el de la región de Kansai (関西式), en el que solo se hace a la parrilla con salsa. Es tradicional añadir sanshō (山椒?  pimienta de Sichuan) como condimento.
El unadon toma su nombre de las palabras japonesas Unagi no Kabayaki (鰻の蒲焼,?  literalmente ‘anguila a la parrilla’) y donburi (‘bol de arroz’).